# Megaselia bursifera
Megaselia bursifera är en tvåvingeart som beskrevs av Borgmeier 1971. Megaselia bursifera ingår i släktet Megaselia och familjen puckelflugor. Inga underarter finns listade i Catalogue of Life.